# Aloe marshalli
Aloe marshalli é uma espécie de liliopsida do gênero Aloe, pertencente à família Asphodelaceae.